# Remise Karperweg
Remise Karperweg was een remise en een tramhalte voor de museumtram van de Electrische Museumtramlijn Amsterdam. De remise was gelegen aan de Karperweg die ligt tussen het Olympisch Stadion en het Station Amsterdam Haarlemmermeer (eindstation van de museumtram). Er was een spooraansluiting met het achterterrein van remise Havenstraat.
Oorspronkelijk was de remise een bedrijfsloods. Om de trams van het destijds nieuwe museum te kunnen stallen, werd in 1974-1975 de loods omgebouwd tot een remise.
De remise werd in de loop van 2024 afgebroken in verband met de ontwikkeling van het zogenaamde Havenstraatterrein van rafelrand, tot woongebied. Dat had tevens tot gevolg dat de trams deze remise niet meer per spoor konden bereiken; ze kregen een tijdelijke loods aan het Jollenpad. In de ontwikkeling van genoemd terrein is een nieuwe remise gepland geïntegreerd in de bebouwing.

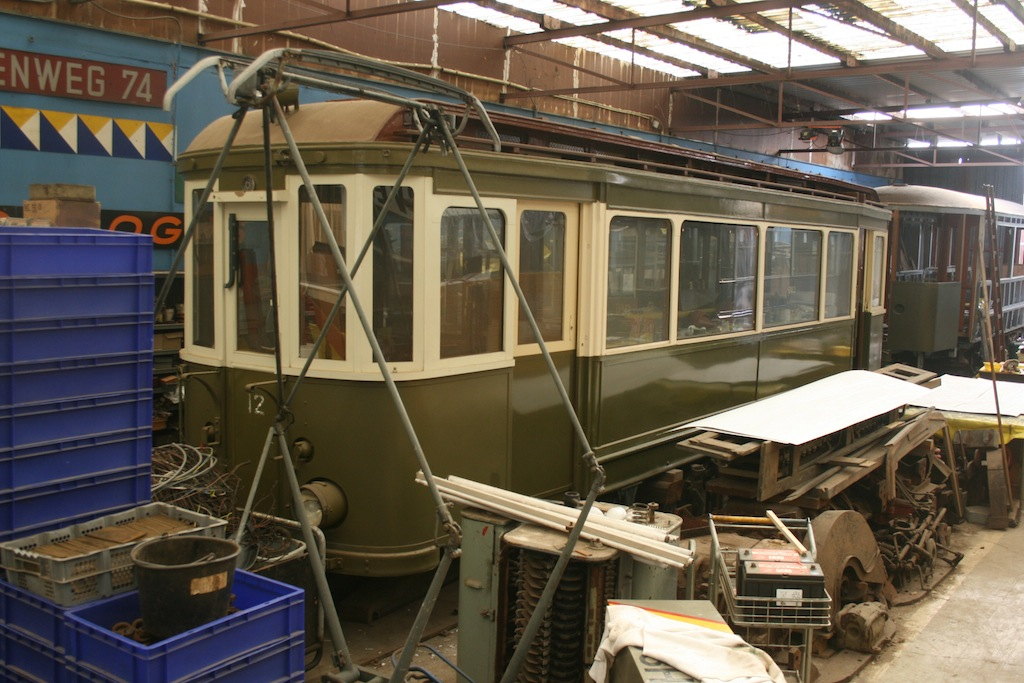
NBM 12 in Remise karperweg

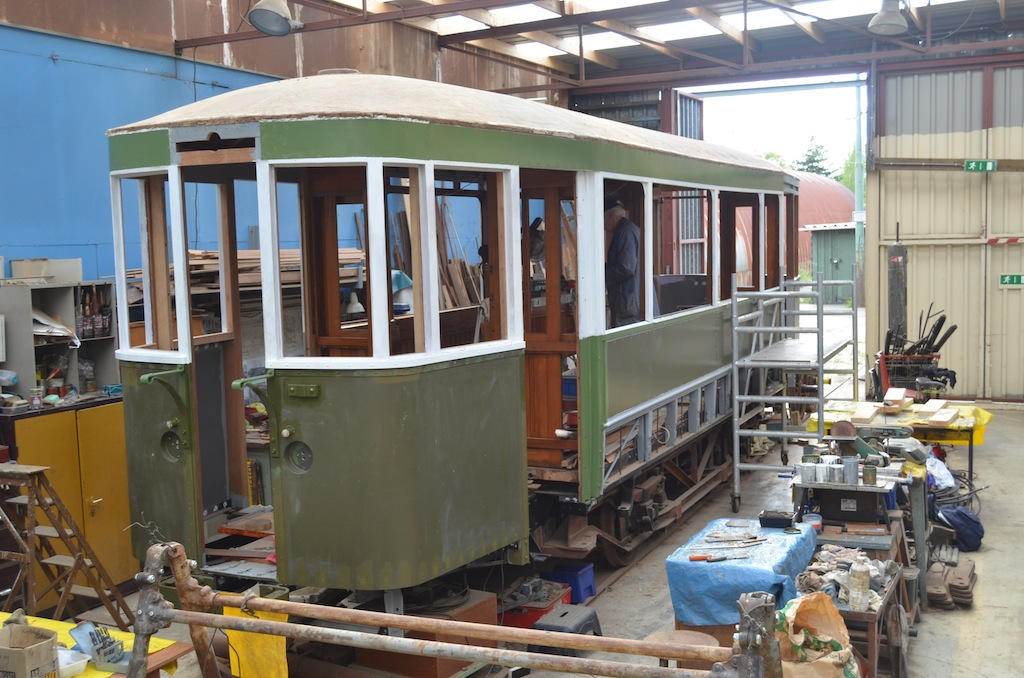
NBM 55 in Remise karperweg

Amsteldijk · Amstelveenseweg · Brouwersgracht · Droogbak · Havenstraat · Karperweg · Koninginneweg · Legmeerpolder · Lekstraat · Linnaeusstraat · Overtoom · Prins Hendrikkade · Oost · Roetersstraat · Stadhouderskade · Tollensstraat · Tweede Leeghwaterstraat · Veemarkt · Weesperzijde · Zeeburg